# Varhaug
Varhaug är en tätort i Hå kommun i Rogaland fylke i sydvästra Norge. Orten ligger där fylkesväg 504 korsar Jærbanan. Den utgör kommunens centralort.
Orten utgjorde tidigare centralort i dåvarande Varhaugs kommun.